# Seneca (Kansas)
Seneca es una ciudad ubicada en el condado de Nemaha en el estado estadounidense de Kansas. En el año 2010 tenía una población de 1991 habitantes y una densidad poblacional de 497,75 personas por km².

## Geografía
Seneca se encuentra ubicada en las coordenadas 39°50′8″N 96°3′58″O / 39.83556, -96.06611 (39.835693, -96.066054).

## Demografía
Según la Oficina del Censo en 2000 los ingresos medios por hogar en la localidad eran de $31,288 y los ingresos medios por familia eran $40,819. Los hombres tenían unos ingresos medios de $27,875 frente a los $16,944 para las mujeres. La renta per cápita para la localidad era de $19,076. Alrededor del 7.1% de la población estaban por debajo del umbral de pobreza.